# Port Hueneme (Kalifornija)
Port Hueneme je grad u američkoj saveznoj državi Kalifornija. Prema popisu stanovništva iz 2010. u njemu je živjelo 21.723 stanovnika.